# ハマイヌビワ

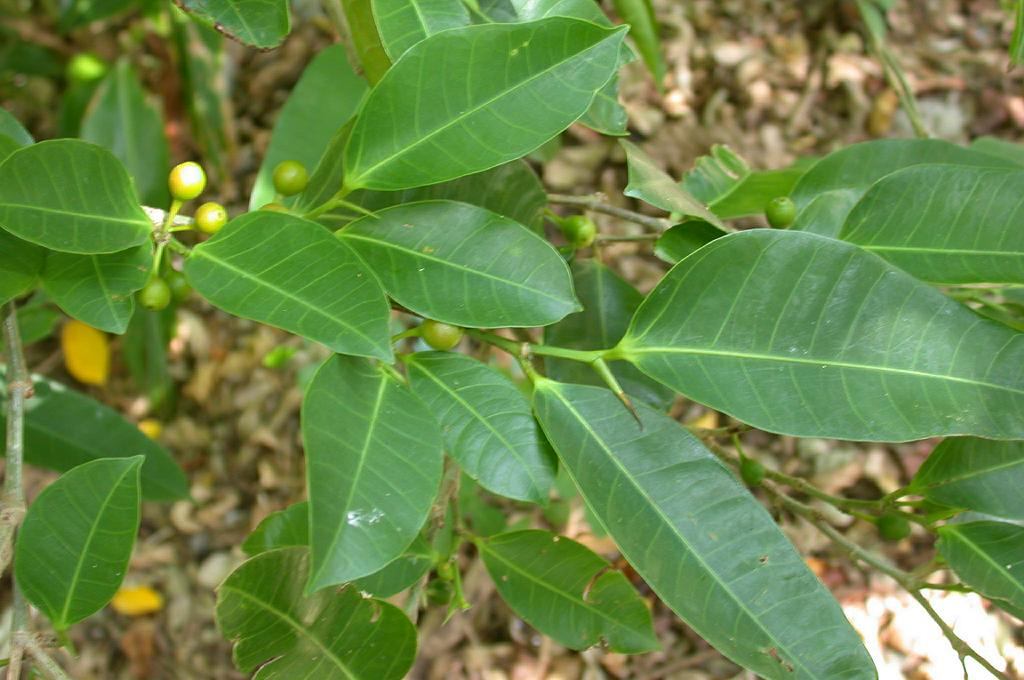
黄色くなった花嚢と葉の形が見える

ハマイヌビワ（浜犬枇杷、Ficus virgata）は、クワ科イチジク属の樹木。葉の基部が左右非対称になっている。

## 特徴
常緑の低木または小高木で、高さは3 - 7メートルになる。若枝は無毛。樹皮はやや灰色を帯びる。
托葉は線状披針形で先端が尖る。葉は2列に互生する。葉柄は長さ0.5 - 1.5センチメートル。葉身は楕円形で先端は少し突き出し、その先は尖っているか丸い。基部は左右非対称になっており、次第に狭まってそのまま葉柄に流れる。葉身の長さは7 - 20センチメートル、幅は3 - 8センチメートル、縁は滑らかで表裏面共に無毛で、表面にはややツヤがある。
葉腋の瘤から花をつける。雌雄異株であるが、雄雌の花嚢は同形。花嚢は球形で径5 - 6ミリメートル、熟すと径1センチメートルになる。熟した時の色は、雄株では黄色、雌株では赤になる。
和名は海岸に多いことからつけられた。

## 分布
奄美大島以南の琉球列島に分布する。国外では台湾、フィリピン、セレベス、モルッカ諸島、ニューギニア、ポリネシアに分布する。

## 生態他
沖縄では海岸近くの石灰岩地に多く見られる。日当たりのよい開けた場所ならどこにでも生息する。雌株の赤く熟した花嚢はハトやヒヨドリによく食べられる。

## 分類
分布域が広く変異の幅も大きいので、近縁他種との区別は必ずしも判然としない。しかし、日本では葉の形が独特で区別は容易。